# Communauté de communes de la Guiche
La communauté de communes de la Guiche est une ancienne communauté de communes française, située dans le département de Saône-et-Loire en région Bourgogne.

## Historique
Créée en 1999, la communauté de communes compte alors 8 communes. Ballore, Marizy et Saint-Martin-la-Patrouille la quitteront par la suite[Quand ?].
Le 1er janvier 2014, elle intègre la communauté de communes du Clunisois.

## Composition
Elle est composée des communes suivantes :
| Nom                      | Code Insee | Gentilé    | Superficie (km2) | Population (dernière pop. légale) | Densité (hab./km2) |
| ------------------------ | ---------- | ---------- | ---------------- | --------------------------------- | ------------------ |
| La Guiche (siège)        | 71231      | Guichois   | 27,77            | 613 (2014)                        | 22                 |
| Chevagny-sur-Guye        | 71127      | Chevagnais | 6,29             | 76 (2014)                         | 12                 |
| Le Rousset               | 71375      |            | 24,74            | 249 (2014)                        | 10                 |
| Saint-Marcelin-de-Cray   | 71446      |            | 13,58            | 185 (2014)                        | 14                 |
| Saint-Martin-de-Salencey | 71452      |            | 15,78            | 107 (2014)                        | 6,8                |

## Administration
Le siège de la communauté de communes est situé à La Guiche.

### Présidence
L'actuelle présidente de la communauté de communes est Marie-Odile Marbach, maire de Chevagny-sur-Guye.
| Période                                  | Période  | Identité            | Étiquette | Qualité                     |
| ---------------------------------------- | -------- | ------------------- | --------- | --------------------------- |
| Les données manquantes sont à compléter. |          |                     |           |                             |
|                                          |          | Daniel Decerle      |           |                             |
|                                          | En cours | Marie-Odile Marbach |           | Maire de Chevagny-sur-Guye. |

### Sources
- Le SPLAF (Site sur la Population et les Limites Administratives de la France)
- La base ASPIC
- Le répertoire SIRENE